# 曲花紫堇
曲花紫堇（学名：Corydalis curviflora）为罂粟科紫堇属下的一个种。

## 扩展阅读
- 維基物種上的相關：曲花紫堇